# Grabie (Opole)
Pour les articles homonymes, voir Grabie.
Grabie est une localité polonaise du gmina de Łubniany dans la voïvodie et le powiat d'Opole.